# UNIVA・Oakホールディングス
株式会社UNIVA・Oakホールディングス（ユニヴァオークホールディングス、英: UNIVA Oak Holdings Limited）は、東京都港区に本社をおく投資会社。東京証券取引所スタンダード市場上場。

## 会社概説
旧社名は平田紡績。1986年（昭和61年）、平田紡績が所有する天ヶ須賀地区の工場用地の不動産に対する投資目的で、地産グループ総帥竹井博友が同社を買収。その後、1990年代にヒラボウ製網が実施していた福島やアフリカなどでの漁網製造事業から食品産業のパン店モンタボー事業や地産グループの不動産建設事業を主流するとする会社に事業内容を転換した。2001年（平成13年）には中小企業への新株予約権投資及び企業の再建支援事業、日本国内の企業育成を目的とする投資事業にビジネスモデルを転換、グローバル経済に必要な投資銀行として、2000年代には東京都港区に本社をおく投資会社のOakキャピタル株式会社に生まれ変わった。令和初期の2021年6月に、投資銀行業から令和3年事業計画で価値共創分野専門の企業支援事業の企業へと転換した。
前会長兼CEOの竹井博康は竹井博友の次男である。

## 事業内容

### 金融事業
- スターリング証券 - 金融ファンド組成、投資銀行（M&A、事業再生支援など）、アセットマネジメント

### クリーンエネルギー事業
- ノースエナジー - 北海道札幌市を中心に太陽光発電設備の企画・販売・管理を行っている [4]。以前は子会社で携帯電話の販売も行っていたが、収益悪化により撤退[5]。

### メディア事業
- 軽井沢エフエム放送 - 長野県軽井沢町に本社を置き、軽井沢町、御代田町、佐久市、小諸市、東御市の一部地域へのFMラジオ放送とインターネット放送を行っている [6]

### リゾート事業
- OAK HAWAII RESORT&GOLF Inc. - アメリカのハワイ州でゴルフ場を運営 [7]

### デジタルマーケティング事業
- ユニヴァ・ジャイロン - ホームページサイト運営サポート、広告集客、管理ツール運営 [8]

### ビューティー&ヘルスケア事業
- ユニヴァ・フュージョン - 美容・健康関連商品の企画及び販売 [9]

### シェアードサービス事業
- ライゾーマビジネス - バックヤード業務代行 [10]

### ブランド事業
- クリストフルジャパン - カトラリー、テーブルウェア(食器類)、衣料品販売
- 山田平安堂 - 漆器（お椀、箸、重箱など）の製造販売[11]

## 投資実績
- ガーラ：東証JASDAQ 4777
- イー・キャッシュ：東証マザーズ 3840
- 大泉製作所：東証マザーズ 6618
- ウインテスト：東証マザーズ 6721
- アクロディア：東証マザーズ 3823
- KLab：東証1部 3656
- アイフリーク：JASDAQ 3845
- アジャイルメディア・ネットワーク：東証マザーズ 6573
- ソフトフロント：JASDAQ 2321
- セーラー万年筆：東証2部 7992
- フライトシステムコンサルティング：東証マザーズ 3753
- 東京リスマチック：JASDAQ 7861
- 京写：JASDAQ 6837
- K Laser Technology Inc.：台湾証券取引所 2461
- Biosensors International Group, Ltd.：シンガポール証券取引所SGX メインボード
- ナノ・メディア
- 軽井沢エフエム放送
- デジタルポスト
- 日本コーバン
- Pacifica Fund I LP（米国）

## 沿革
- 2001年（平成13年）
  - 3月 - 資本金76億849万円に増資し、投資事業に進出。
  - 7月 - 投資事業部（現在の投資事業本部）を開設。
  - 10月 - ビーエスエル（BSL）株式会社に社名変更。
- 2002年（平成14年）
  - 7月 - 国内初の全株主に対する新株予約権の無償割当実施を発表。
  - 8月 - 損保4社と共同でBSLインシュアランス株式会社を設立。
- 2003年（平成15年）6月 - 竹井博康が代表取締役CEOに就任する。
- 2004年（平成16年）3月 - 全株主に対する第2回新株予約権の無償割当実施を発表。
- 2005年（平成17年）
  - 3月 - 全株主に対する第3回株主割当ストックオプション無償割当実施を発表。
  - 12月 - フランスの投資会社・クリストフル社との間で資本提携・業務提携で基本合意。
- 2006年（平成18年）
  - 3月 - 資本金が79億64百万円となる。
  - 5月 - クリストフル社と資本提携・業務提携。河田潤が代表取締役CEO、竹井博康が代表取締役会長にそれぞれ就任。
  - 7月 - クリストフルジャパン株式会社に出資。
  - 10月 - Oakキャピタル株式会社に社名変更。
  - 12月 - Oakキャピタルの第1号ファンドを設立。
- 2007年（平成19年）5月 - 河田潤が代表取締役社長に就任。
- 2008年（平成20年）
  - 3月 - 代表取締役を1名体制とし、社長職を廃止。竹井博康代表取締役会長がCEOを兼務。
  - 4月 - 中期経営計画を策定。
- 2010年（平成22年）2月 - 新しい中期経営計画を策定する。
- 2022年（令和4年）2月 - 東京証券取引所市場第二部からスタンダード市場へ移行。
- 2023年（令和5年）10月 - 株式会社UNIVA・Oakホールディングスに社名変更[12]。

## 連結子会社
2023年3月31日現在
- スターリング証券株式会社（東京都港区） - 議決権の所有割合 100.0%
- 株式会社ユニヴァ・フュージョン（東京都港区） - 議決権の所有割合 51.0%
- 株式会社ノースエナジー（北海道札幌市） - 議決権の所有割合 間接所有78.0%
- 株式会社ユニヴァ・ジャイロン（東京都港区） - 議決権の所有割合 86.0%
- 軽井沢エフエム放送株式会社（長野県北佐久郡軽井沢町） - 議決権の所有割合 86.1%
- 株式会社ライゾーマビジネス（東京都港区） - 議決権の所有割合 100.0%
- OAK HAWAII RESORT & GOLF, INC.（アメリカ合衆国ハワイ州） - 議決権の所有割合 100.0%

## 商号変遷の歴史
| - | 商号                               | 期間                                                  | 備考                              |
| - | ---------------------------------- | ----------------------------------------------------- | --------------------------------- |
| 1 | 旭製網株式会社                     | 1918年（大正7年）2月 - 1918年（大正7年）11月          |                                   |
| 2 | 平田製網株式会社                   | 1918年（大正7年）11月 - 1938年（昭和13年）6月         |                                   |
| 3 | 平田紡績株式会社                   | 1938年（昭和13年）6月 - 1943年（昭和18年）4月         |                                   |
| 4 | 平田漁網製造株式会社               | 1943年（昭和18年）4月 - 1950年（昭和25年）3月         |                                   |
| 5 | 平田紡績株式会社                   | 1950年（昭和25年）4月 - 1987年（昭和62年）1月         | 1943年以来7年ぶりに同商号の再登記 |
| 6 | ヒラボウ株式会社                   | 1987年（昭和62年）2月 - 2001年（平成13年）9月         |                                   |
| 7 | ビーエスエル株式会社               | 2001年（平成13年）10月1日 - 2006年（平成18年）9月30日 |                                   |
| 8 | Oakキャピタル株式会社              | 2006年（平成18年）10月1日 - 2023年（令和5年）9月30日  |                                   |
| 9 | 株式会社UNIVA・Oakホールディングス | 2023年（令和5年）10月1日 -                            |                                   |

## 証券取引
- ＜東京証券取引所1部＞1949年（昭和24年）5月16日 - 1966年（昭和41年）9月30日（東京証券取引所2部に指定替え）
- ＜大阪証券取引所1部＞1949年（昭和24年）6月21日 - 1966年（昭和41年）9月30日（大阪証券取引所2部に指定替え）
- ＜東京証券取引所2部＞1966年（昭和41年）10月1日 - 2022年（令和4年）4月3日
- ＜東京証券取引所スタンダード市場＞2022年（令和4年）4月4日 - 現在
- ＜大阪証券取引所2部＞1966年（昭和41年）10月1日 - 2009年（平成21年）5月8日（上場廃止申請）
- ＜名古屋証券取引所2部＞1966年（昭和41年）10月1日 - 2009年（平成21年）5月8日（上場廃止申請）[14]

## 外部サイト
- 株式会社UNIVA・Oakホールディングス